# Szepietowo (gmina)
Szepietowo est une gmina mixte du powiat de Wysokie Mazowieckie, Podlachie, dans le nord-est de la Pologne. Son siège est la ville de Szepietowo, qui se situe environ 6 km au sud de Wysokie Mazowieckie et 51 km au sud-ouest de la capitale régionale Białystok.
La gmina couvre une superficie de 151,9 km2 pour une population de 7 485 habitants.

## Géographie
Outre la ville de Szepietowo, la gmina inclut les villages de Chorążyce, Dąbrowa-Bybytki, Dąbrowa-Dołęgi, Dąbrowa-Gogole, Dąbrowa-Kaski, Dąbrowa-Łazy, Dąbrowa-Moczydły, Dąbrowa-Tworki, Dąbrowa-Wilki, Dąbrowa-Zabłotne, Dąbrówka Kościelna, Jabłoń-Kikolskie, Jabłoń-Samsony, Kamień-Rupie, Moczydły-Jakubowięta, Moczydły-Stanisławowięta, Nowe Gierałty, Nowe Szepietowo Podleśne, Nowe Warele, Nowe Zalesie, Plewki, Pułazie-Świerże, Średnica-Jakubowięta, Średnica-Maćkowięta, Średnica-Pawłowięta, Stare Gierałty, Stary Kamień, Stawiereje Podleśne, Stawiereje-Michałowięta, Szepietowo Podleśne, Szepietowo-Janówka, Szepietowo-Wawrzyńce, Szepietowo-Żaki, Szymbory-Andrzejowięta, Szymbory-Jakubowięta, Szymbory-Włodki, Warele-Filipowicze, Włosty-Olszanka, Wojny-Izdebnik, Wojny-Krupy, Wojny-Piecki, Wojny-Pietrasze, Wojny-Pogorzel, Wojny-Szuby Szlacheckie, Wojny-Szuby Włościańskie, Wojny-Wawrzyńce, Wyliny-Ruś, Wyszonki-Posele et Zabiele.
La gmina borde les gminy de Brańsk, Czyżew-Osada, Klukowo, Nowe Piekuty et Wysokie Mazowieckie.